# 秋田市立東小学校
秋田市立東小学校（あきたしりつ ひがししょうがっこう）は、秋田県秋田市東通にある公立小学校。学校区は、秋田駅東側、東通、手形の一部と広面南部で構成されている。

## 概要
1977年、急発展する秋田市東部に生徒数787名で創立。7年後の1984年には生徒数が1353名に達し、翌年秋田市立桜小学校が分離創設された。ほとんどの生徒が、秋田市立城東中学校に進学する。学区域は
開発地域らしくほとんど碁盤目状となっている。ライバル校は桜小と広面小学校である。
- 敷地面積：16,217 m2
- 校舎面積：6,400m2
- 屋内運動場面積：989 m2
- 屋外運動場面積: 9,180 m2[2]

## 教育目標
- 「やかたの子ども」
  - やさしい子 思いやりのある子ども
  - かしこい子 進んで学ぶ子ども
  - たくましい子 強くたくましい子ども

モットーは、「光は東より」

## 沿革
以下、注釈の無い項目は学校の公式サイトの情報によるもの。
- 1977年（昭和52年）
  - 4月1日 - 創立。開校式と始業式を挙行。
  - 6月23日 - 校舎第三期工事開始。
  - 6月25日 - PTA結成総会開催。
  - 11月15日 - 校歌制定式挙行。この日を開校記念日と定めた。
- 1978年（昭和53年）
  - 3月30日 - 校舎の全てが完成し、新校舎への移転作業が完了。
  - 7月15日 - プールが完成し、竣工式挙行。
  - 10月25日 - 校舎竣工記念式典挙行し、記念植樹を行った。
- 1979年（昭和54年）10月2日 - 中庭造園工事完了。
- 1981年（昭和56年）10月2日 - 創立5周年開校記念集会開催。
- 1983年（昭和58年）
  - 4月1日 - この年度の児童数が1,353名となる。
  - 5月26日 - 12時頃に日本海中部地震が発生したが、校舎や児童に被害は無かった。
- 1984年（昭和59年） - 地域発展による児童激増で新設秋田市立桜小学校へ分離、670名の適正規模校となる。
- 1985年（昭和60年）4月1日 - 情緒障害学級「さつき」開設。
- 1986年（昭和61年）11月14日 - 創立10周年記念式典挙行。
- 1989年（平成元年）12月14日 - 秋田市市制100周年記念として、桜20本記念植樹。
- 1990年（平成2年）9月25日 - 校地周辺全ての道路が歩道付きとなる。
- 1991年（平成3年）10月19日 - 創立15周年記念式典挙行。
- 1993年（平成5年）10月5日 - 運動場改修。
- 1994年（平成6年）9月16日 - コンピュータ8台設置。
- 1995年（平成7年）
  - 2月18日 - 同窓会を設立。
  - 7月4日 - プール改修。
  - 7月27日 - 樹木・遊具を運動場へ移設。
- 1996年（平成8年）11月14日 - 創立20周年記念式典挙行。
- 1999年（平成11年）11月8日 - 県スクールＨＰ作成コンテスト最優秀賞受賞。
- 2001年（平成13年）11月14日 - 創立25周年記念式典挙行。
- 2002年（平成14年）10月17日 - 秋田市花いっぱいコンクール「特別賞」受賞。
- 2006年（平成18年）10月28日 - 創立30周年記念式典挙行。
- 2008年（平成20年）
  - 2月 - この月から3月まで、体育館東側非常階段移設工事実施。
  - 4月 - この月から7月まで、体育館耐震補強工事実施。
- 2009年（平成21年）
  - 1月 - この月から3月まで、体育館南側屋外階段改装と教室棟耐震化の両工事を実施。
  - 1月23日 - 「ソニー子ども科学教育プログラム」努力校。
- 2011年（平成23年）
  - 3月11日 - 14時46分頃に東北地方太平洋沖地震（東日本大震災）が発生したが、校舎や児童に被害は無かった。
  - 8月 - この月から翌年1月まで、教室棟給食室耐震補強壁とトイレ改修の両工事を実施。
  - 11月16日 - 創立35周年記念講演会開催。
- 2014年（平成26年）12月 - この月から翌年3月まで、管理棟外壁改修工事を実施。
- 2016年（平成28年）10月29日 - 創立40周年記念式典挙行し、記念学習発表会開催。
- 2018年（平成30年）1月 - この月から3月まで、管理棟南側外壁改修工事を実施。
- 2019年（令和元年）7月 - この月から12月まで、管理棟トイレ改修工事を実施。

## 校章
- 校章のページを参照。
- 石井金之助作成、こびしの中央の剣形は健康を、左右の扇形は明朗と友情を表すとともに、3ブロックは児童、教師、父母をも表し、三者が一致協力してその目的完遂（菱形）を意味する。

## 校歌
竹内瑛二郎作詞、佐藤敏雄作曲。 校歌が制定された11月15日が、東小の開校記念日となった。

## スポーツ少年団
- 野球
- サッカー

## 通学区域と進学先中学校
出典

### 通学区域
- 東通仲町（1番〜8番）
- 東通明田（13番(3号〜32号)）
- 東通1丁目（全域）
- 東通2丁目（全域）
- 東通3丁目（全域）
- 東通4丁目（全域）
- 東通5丁目（全域）
- 東通8丁目（全域）
- 大字手形
  - 字西谷地（3番〜331番、396番、400番〜456番、701番〜741番）
  - 字蛇野（2番〜10番、12番、13番、21番、149番〜164番、169番、178番〜180番、186番〜192番）
- 大字広面
  - 字碇（5番〜9番、56番〜76番、79番〜93番、104番〜106番、109番〜111番）
  - 字板橋添（全域）
  - 字大袋（全域）
  - 字鬼頭（全域）
  - 字小沼古川端（全域）
  - 字高田（全域）
  - 字樋ノ上（全域）
  - 字樋ノ沖（19番〜50番、87番〜102番）
  - 字長沼（全域）
  - 字鍋沼（全域）
  - 字広面（全域）
  - 字二ツ屋（全域）
  - 字宮田（全域）
  - 字谷地田（全域）
  - 字屋敷田（全域）

### 進学先中学校
公立学校に進学する場合
- 秋田市立城東中学校

## 学校周辺
- 東児童センター - 同一敷地内
- 学校法人伊藤学園秋田東幼稚園 - 進学前幼稚園のひとつ
- この他、中小規模の公園も点在。

## アクセス
- 秋田中央交通
  - （秋田駅東口発着系統）「340」系統・「341」系統赤沼線、「400」系統・「401」系統広面御所野線、「403」系統南ヶ丘線で、東通二丁目バス停下車後、徒歩約400m・約6分。
  - （秋田駅西口発着系統）「421」系統城東消防署経由桜ガ丘線で、東通五丁目バス停下車後、徒歩約390m・約6分。ただし、運行本数は、1日3本と少なく、登校時間帯の運行は無い。
- JR秋田駅（東口）から、徒歩約1.1km・約17分（最短ルート移動した場合）。

## 著名出身者
- 原志保（アナウンサー）

## 学区内周辺

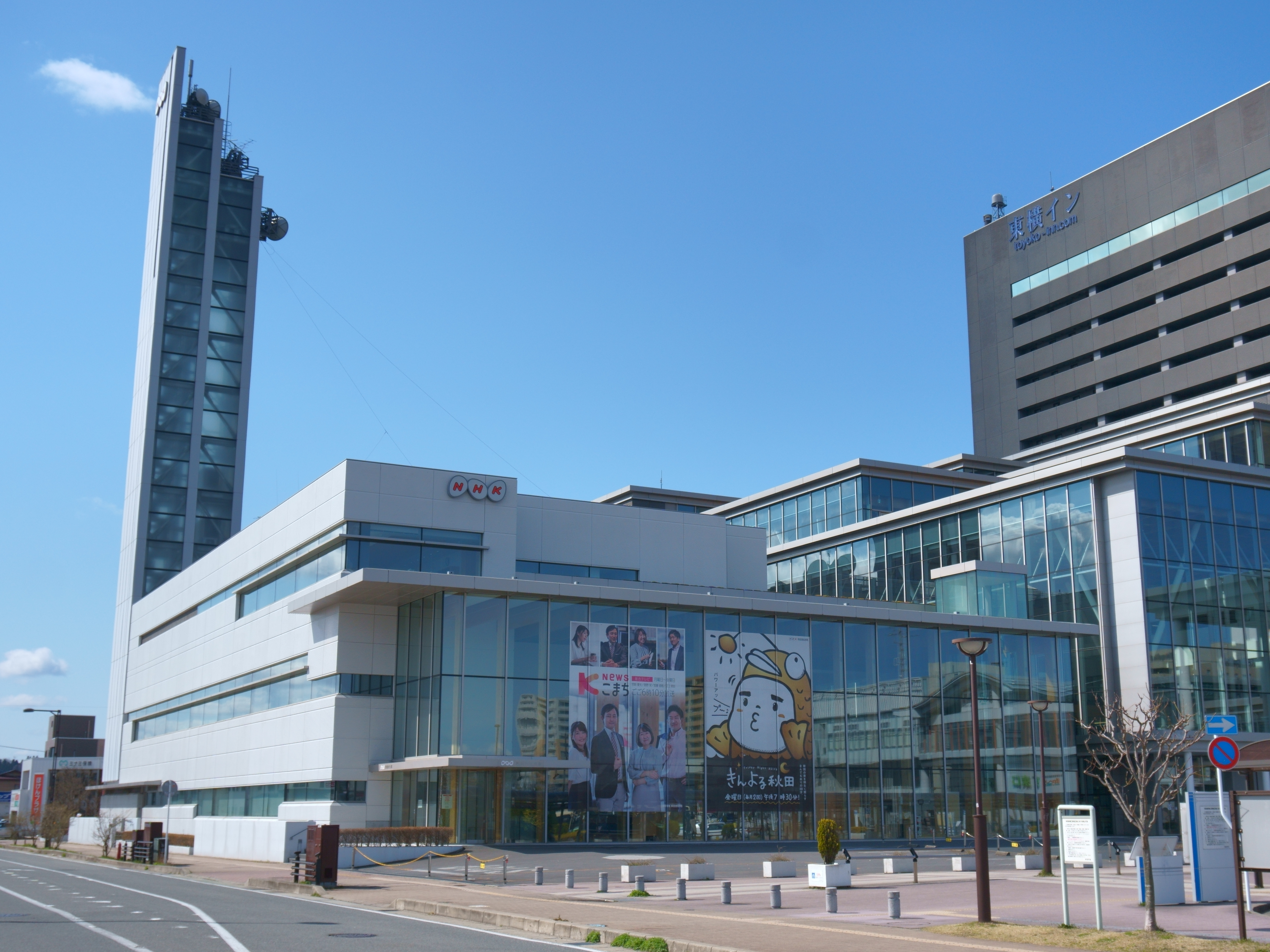
NHK秋田放送局
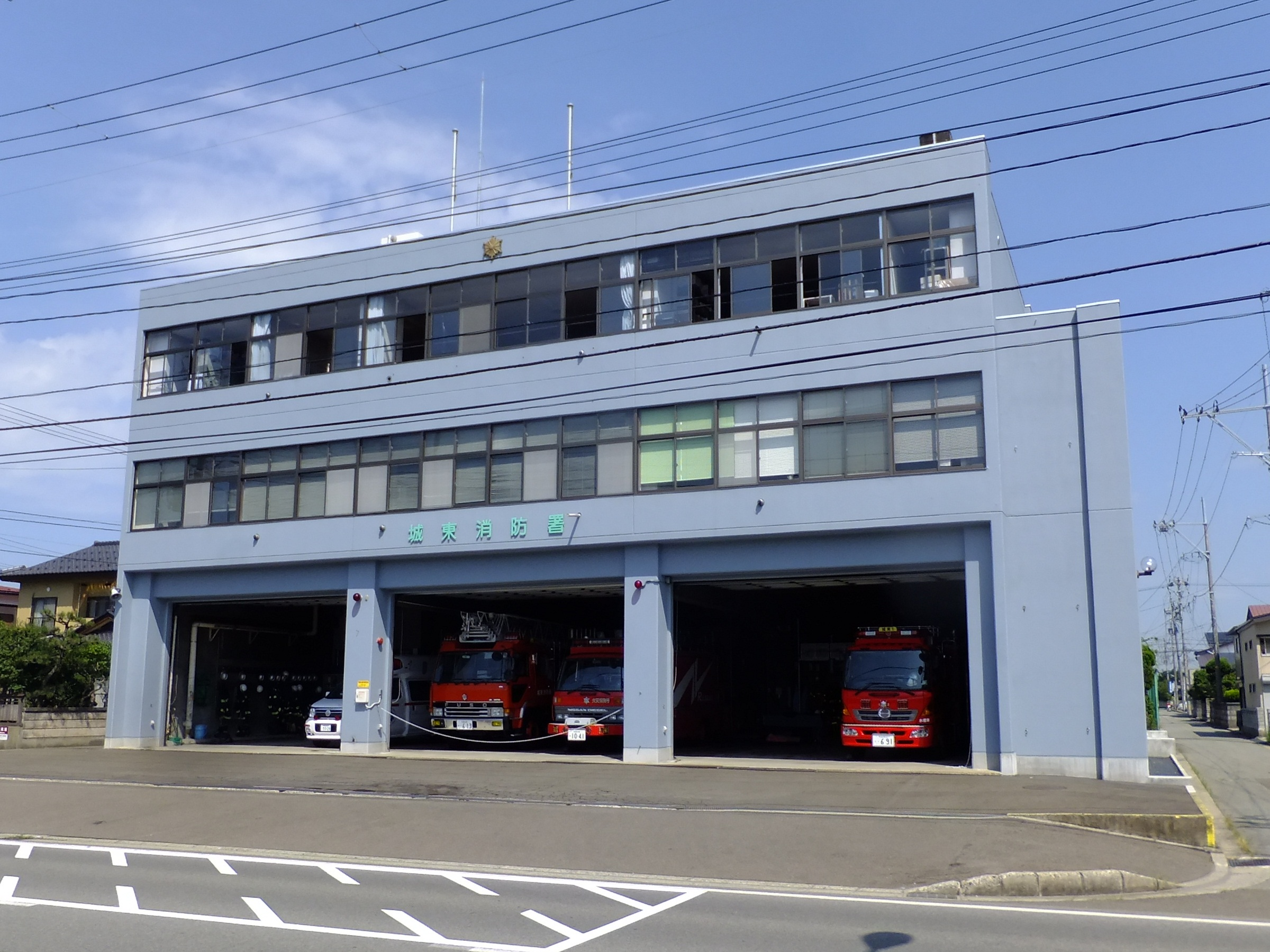
城東消防署
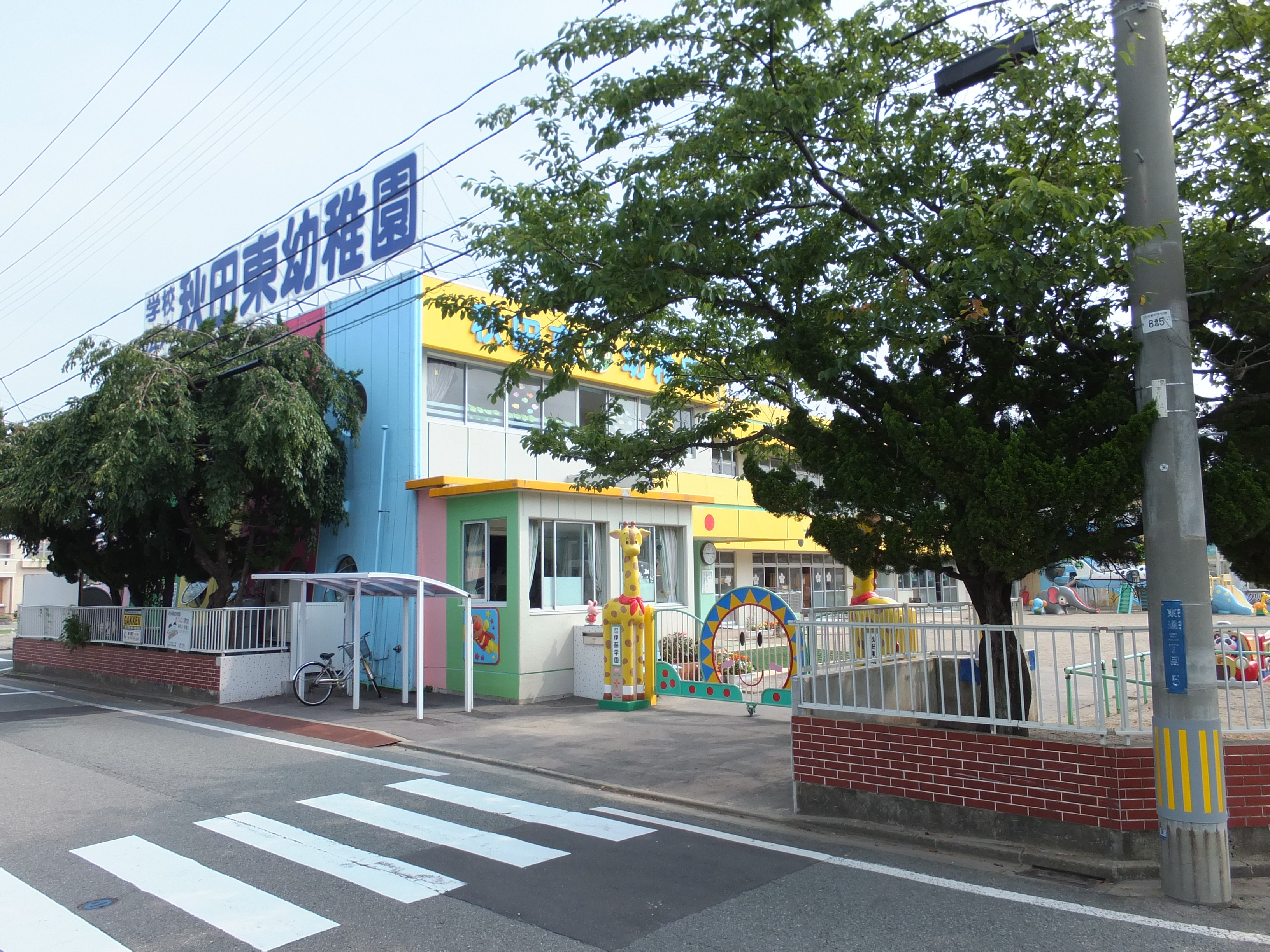
秋田東幼稚園
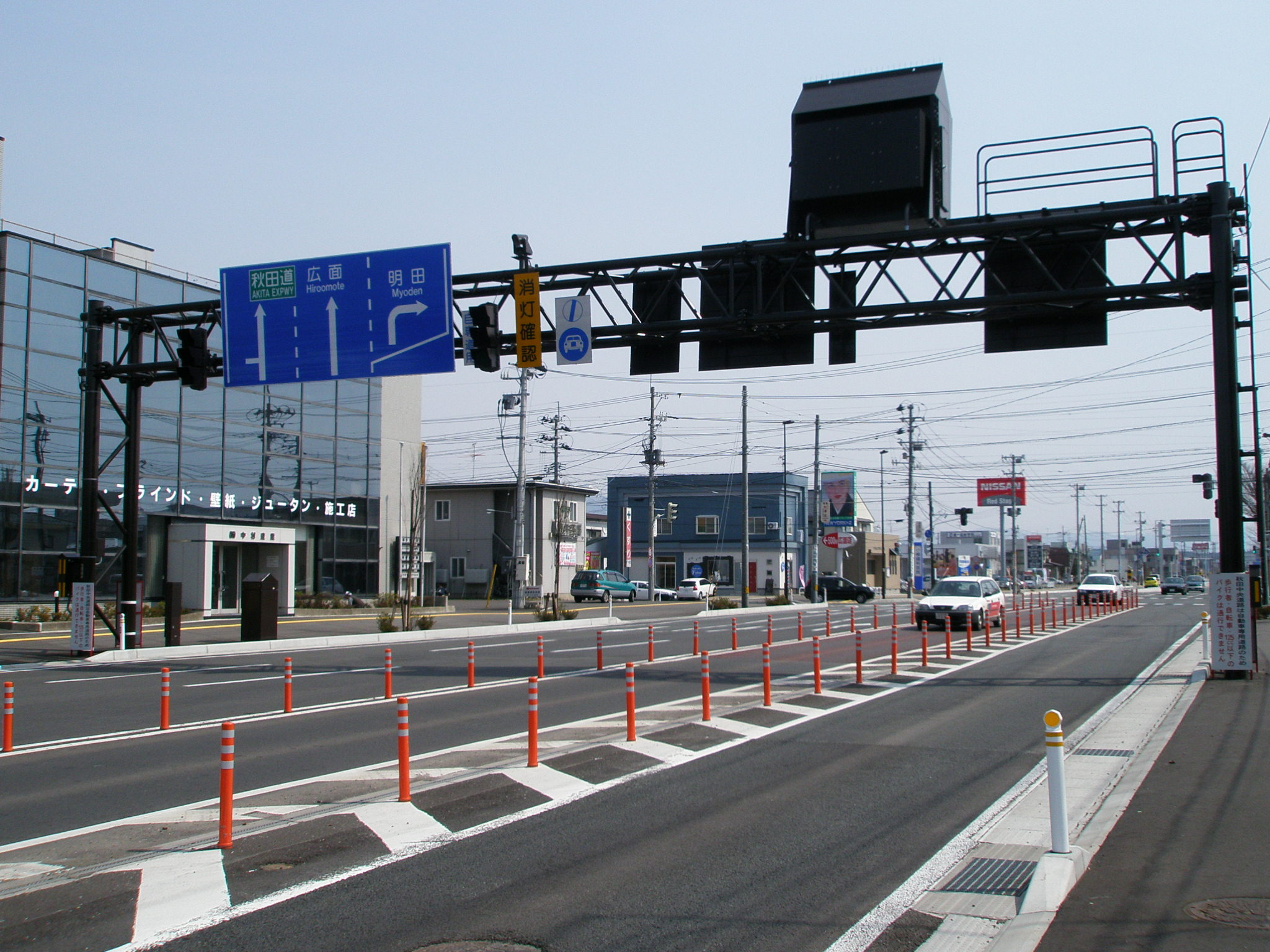
秋田県道62号秋田北野田線
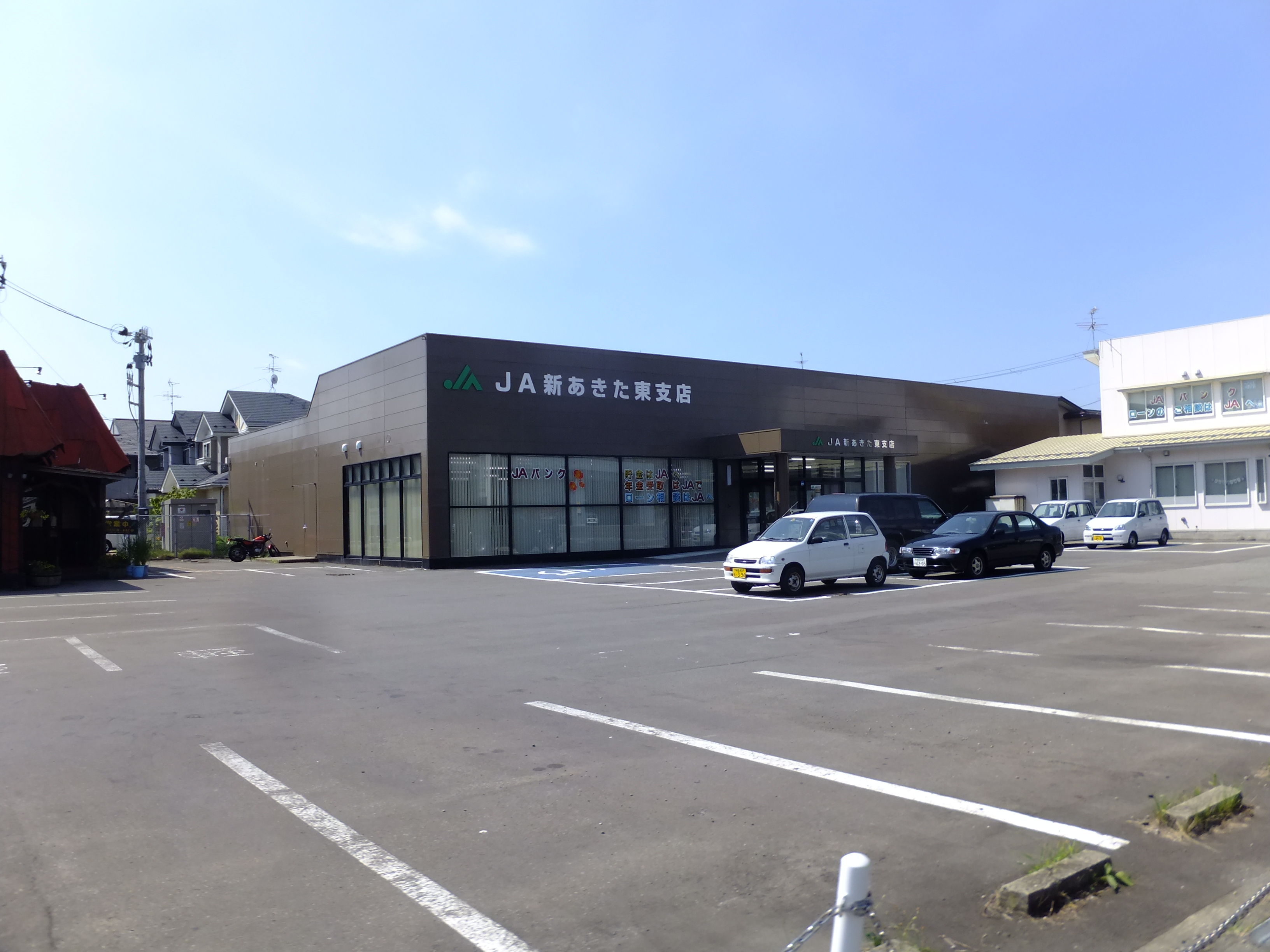
JA新あきた東支店
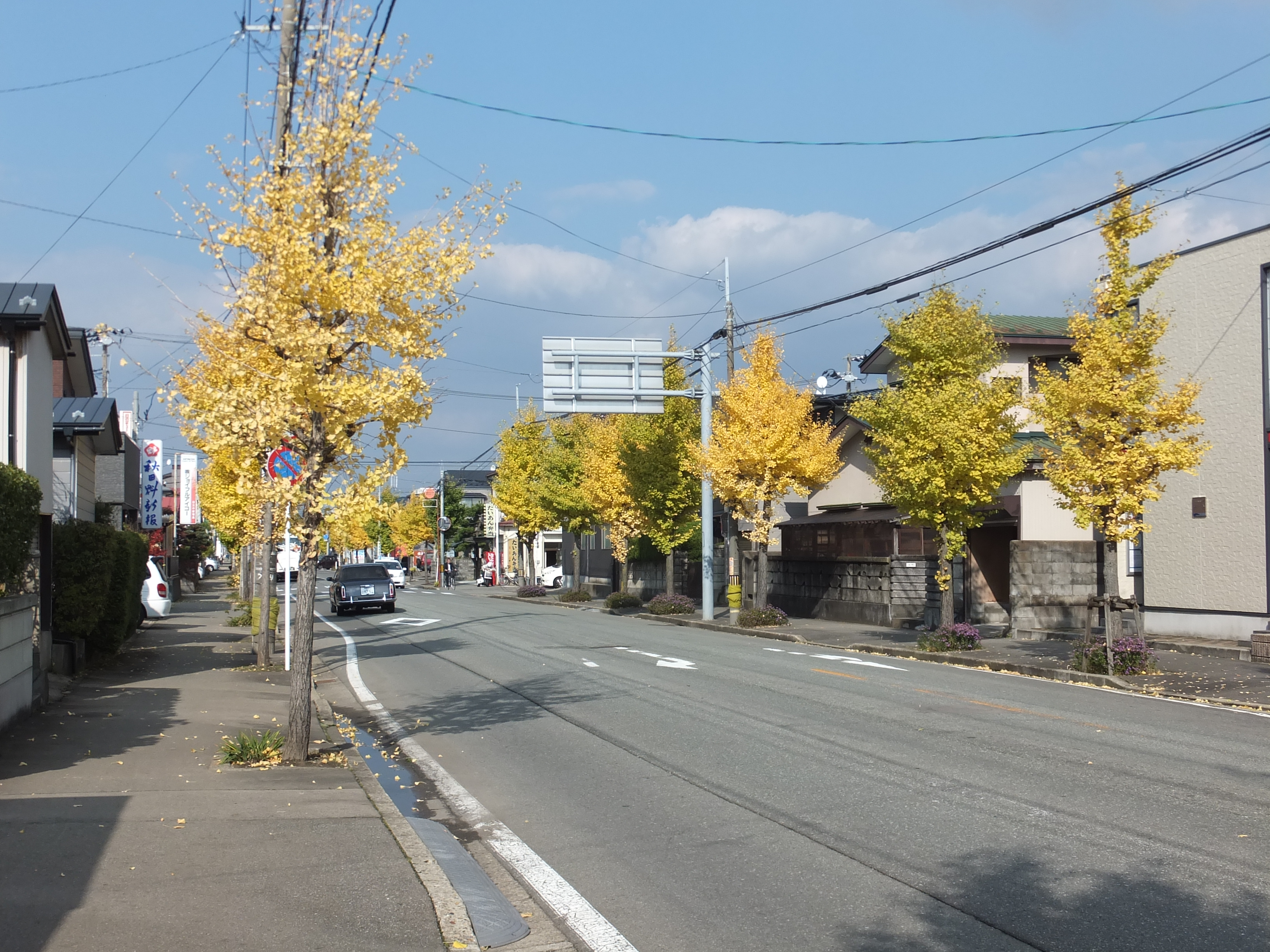
秋の東通
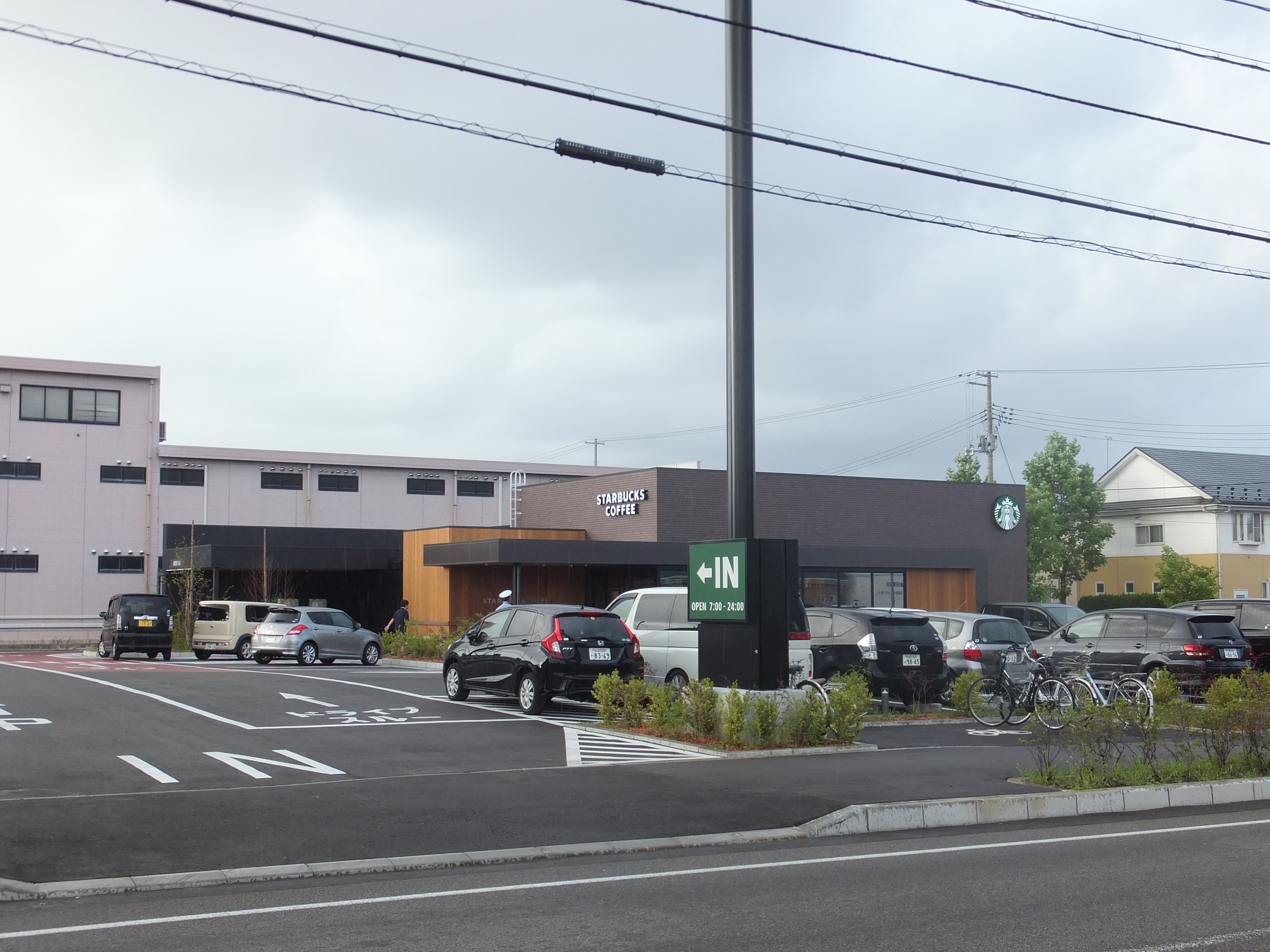
スターバックスコーヒー秋田東通店

## ギャラリー

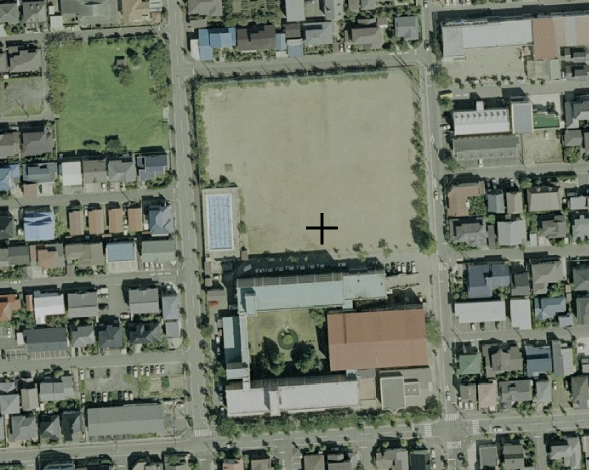
2009年撮影の東小学校